# U-29 (tàu ngầm Đức) (1936)
U-29 là một tàu ngầm tấn công  Lớp Type VII thuộc phân lớp Type VIIA được Hải quân Đức Quốc Xã chế tạo trước Chiến tranh Thế giới thứ hai. Nhập biên chế năm 1936, nó đã thực hiện bảy chuyến tuần tra trong chiến tranh, với thành tích nổi bật đã đánh chìm tàu sân bay Anh HMS Courageous, cùng 12 tàu buôn khác với tổng tải trọng 67.277 gross register tons (GRT). Sau chuyến tuần tra cuối cùng vào tháng 12, 1940, U-29 được rút về làm nhiệm vụ huấn luyện cho các thủy thủ đoàn U-boat tương lai. Nó xuất biên chế vào tháng 4, 1944, và cuối cùng bị đánh đắm tại Flensburg trong kế hoạch Regenbogen vào tháng 5, 1945.

## Thiết kế và chế tạo

### Thiết kế
Tàu ngầm Type VII được thiết kế căn bản dựa trên những kiểu tàu ngầm của Đế quốc Đức thời Chiến tranh Thế giới thứ nhất. Chúng có trọng lượng choán nước 626 t (616 tấn Anh) khi nổi và 745 t (733 tấn Anh) khi lặn), con tàu có chiều dài chung 64,51 m (211 ft 8 in), lớp vỏ trong chịu áp lực dài 45,50 m (149 ft 3 in), mạn tàu rộng 5,58 m (18 ft 4 in), chiều cao 9,50 m (31 ft 2 in) và mớn nước 4,37 m (14 ft 4 in).
Chúng trang bị hai động cơ diesel MAN M 6 V 40/46 6-xy lanh 4 thì, tổng công suất 2.100–2.310 PS (1.540–1.700 kW; 2.070–2.280 bhp) ở tốc độ vòng quay 470-485 vòng mỗi phút, cho phép đạt tốc độ tối đa 17 kn (31 km/h), và tầm hoạt động tối đa 6.200 nmi (11.500 km) khi đi tốc độ đường trường 10 kn (19 km/h). Khi đi ngầm dưới nước, chúng sử dụng hai động cơ/máy phát điện Brown, Boveri & Cie GG UB 720/8 tổng công suất 750 PS (550 kW; 740 shp). Tốc độ tối đa khi lặn là 8 kn (15 km/h), và tầm hoạt động 95 nmi (176 km) ở tốc độ 4 kn (7,4 km/h).
Vũ khí trang bị có năm ống phóng ngư lôi 53,3 cm (21 in), bao gồm bốn ống trước mũi và một ống phía đuôi, và mang theo tổng cộng 11 quả ngư lôi, hoặc tối đa 22 quả thủy lôi TMA, hoặc 33 quả TMB. Tàu ngầm Type VIIA bố trí một hải pháo 8,8 cm SK C/35 cùng một pháo phòng không 2 cm (0,79 in) trên boong tàu. Thủy thủ đoàn bao gồm 4 sĩ quan và 40-56 thủy thủ.

### Chế tạo
U-29 được đặt hàng vào ngày 1 tháng 4, 1935, rõ ràng là một vi phạm Hiệp ước Versailles do điều khoản cấm Đức sở hữu tàu ngầm. Nó được đặt lườn tại xưởng tàu của hãng AG Weser tại Bremen vào ngày 2 tháng 1, 1936, hạ thủy vào ngày 29 tháng 8, 1936, và nhập biên chế cùng Hải quân Đức Quốc Xã vào ngày 10 tháng 11, 1936 dưới quyền chỉ huy của Hạm trưởng, Đại úy Hải quân Heinz Fischer.

## Lịch sử hoạt động

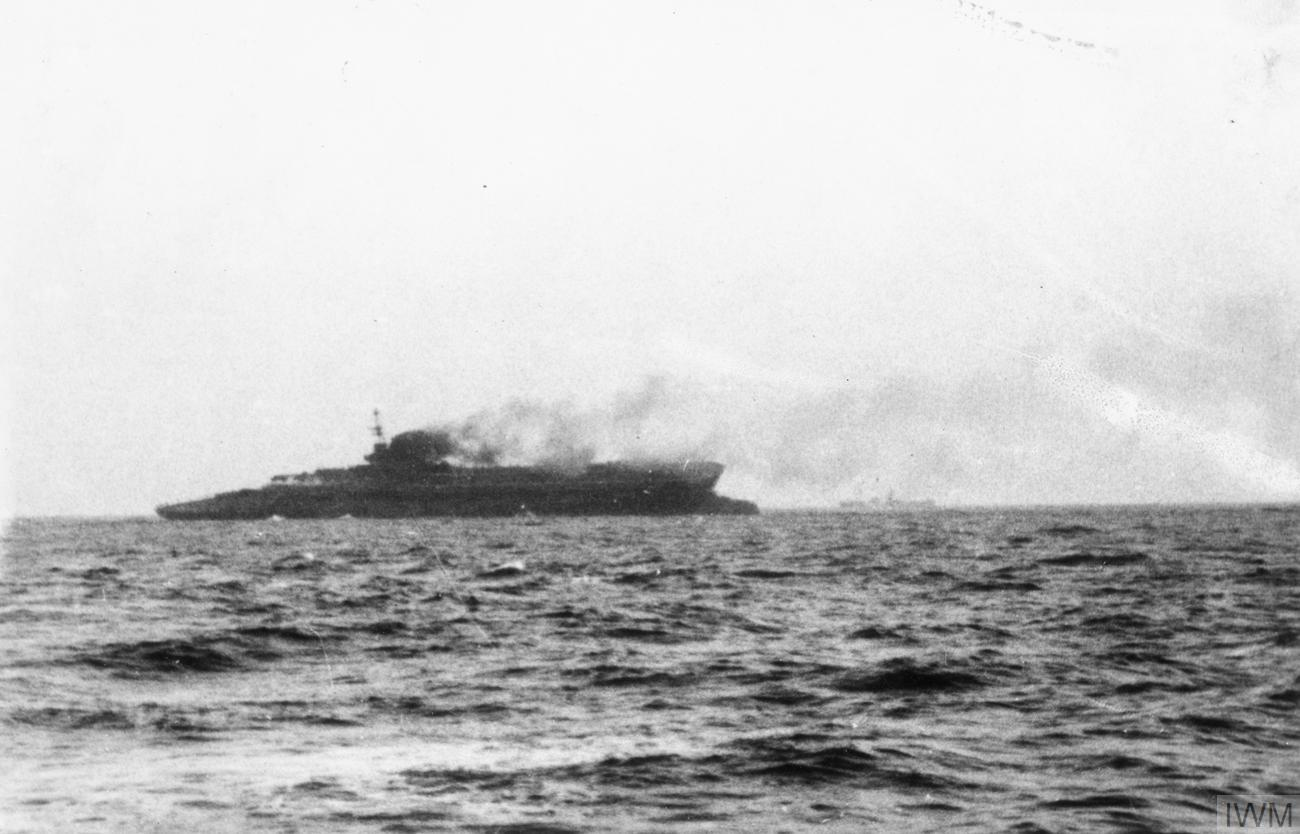
Tàu sân bay HMS Courageous đang đắm sau khi trúng ngư lôi phóng bởi U-29

Trong chuyến tuần tra đầu tiên trong chiến tranh từ ngày 19 tháng 8 đến ngày 26 tháng 9, 1939, dưới quyền chỉ huy của Đại úy Otto Schuhart, U-29 rời Wilhelmshaven để đi đến Bắc Hải, rồi băng qua khe GIUK giữa các quần đảo Faroe và Shetland để tiến vào khu vực Đại Tây Dương về phía Tây Nam Ireland. Từ ngày 8 đến ngày 14 tháng 9, nó đã đánh chìm ba tàu buôn Anh.
Vào chiều tối ngày 17 tháng 9, tàu sân bay Anh HMS Courageous đang tuần tra tìm-diệt tàu ngầm ngoài khơi bờ biển Ireland, khi nó bị U-29 theo dõi trong suốt hai giờ. Khi chiếc tàu sân bay xoay ra hướng gió để chuẩn bị phóng máy bay, nó tự đặt mình cắt ngang mũi U-29. Tận dụng cơ hội, chiếc tàu ngầm phóng ba quả ngư lôi tấn công, và hai quả đã trúng vào mạn trái chiếc tàu sân bay trước khi có bất kỳ máy bay nào cất cánh. Courageous bị mất điện toàn bộ, lật úp và đắm trong vòng 20 phút với tổn thất 519 người thiệt mạng, tại tọa độ 50°10′B 14°45′T / 50,167°B 14,75°T. Hai tàu khu trục hộ tống đã phản công U-29 trong suốt bốn giờ, nhưng nó đi thoát mà chỉ bị hư hại nhẹ.
Chiến công đánh chìm HMS Courageous được xem là một thành công rực rỡ đối với Đức Quốc Xã, nên Đại đô đốc Erich Raeder, Tổng tư lệnh Hải quân Đức Quốc Xã, đã tặng thưởng cho Đại úy Otto Schuhart Huân chương Chữ thập Sắt hạng nhất, và mọi thành viên còn lại của U-29 Huân chương Chữ thập Sắt hạng hai.
Tính trong suốt quãng đời hoạt động của U-29, ngoài HMS Courageous, nó đánh chìm tổng cộng mười hai tàu buôn với tổng tải trọng 56.272 GRT, cùng gây hư hại cho hai tàu buôn khác có tổng tải trọng 10.067 GRT. Đến đầu năm 1941, U-29 được rút khỏi hoạt động trên tuyến đầu và điều về Chi hạm đội U-boat 24 để phục vụ cho việc huấn luyện. Nó tiếp tục vai trò này trong thành phần các Chi hạm đội U-boat 23 và 21, cho đến khi xuất biên chế vào ngày 17 tháng 4, 1944.
Vào lúc xung đột kết thúc, theo dự định của kế hoạch Regenbogen, U-29 bị đánh đắm trong vịnh Kupfermühle về phía Đông Flensburg vào ngày 5 tháng 5, 1945 để tránh lọt vào tay lực lượng Đồng Minh. Xác tàu đắm vẫn ở tại chỗ tính đến  năm 1993.

### Các "Bầy sói" từng tham gia
U-29 từng tham gia "Bầy sói":
- Rösing (12 đến 15 tháng 6, 1940)

### Tóm tắt chiến công
U-28 đã đánh chìm một tàu chiến (22.500 tấn) cùng mười hai tàu buôn đối phương có tổng tải trọng 56.272 GRT. Nó cũng gây hư hại cho hai tàu buôn khác có tổng tải trọng 10.067 GRT:
| Ngày             | Tên tàu           | Quốc tịch              | Tải trọng | Số phận            |
| ---------------- | ----------------- | ---------------------- | --------- | ------------------ |
| 8 tháng 9, 1939  | Regent Tiger      | United Kingdom         | 10.176    | Bị đánh chìm       |
| 13 tháng 9, 1939 | Neptunia          | United Kingdom         | 798       | Bị đánh chìm       |
| 14 tháng 9, 1939 | British Influence | United Kingdom         | 8.431     | Bị đánh chìm       |
| 17 tháng 9, 1939 | HMS Courageous    | Hải quân Hoàng gia Anh | 22.500    | Bị đánh chìm       |
| 3 tháng 3, 1940  | Cato              | United Kingdom         | 710       | Bị đánh chìm (mìn) |
| 4 tháng 3, 1940  | Pacific Reliance  | United Kingdom         | 6.717     | Bị đánh chìm       |
| 4 tháng 3, 1940  | Thurston          | United Kingdom         | 3.072     | Bị đánh chìm       |
| 16 tháng 3, 1940 | Slava             | Yugoslavia             | 4.512     | Bị đánh chìm (mìn) |
| 26 tháng 6, 1940 | Dimitris          | Greece                 | 5.254     | Bị đánh chìm       |
| 1 tháng 7, 1940  | Adamastos         | Greece                 | 7.466     | Bị đánh chìm       |
| 2 tháng 7, 1940  | Athellaird        | United Kingdom         | 8.999     | Bị đánh chìm       |
| 2 tháng 7, 1940  | Santa Margarita   | Panama                 | 4.919     | Bị đánh chìm       |
| 25 tháng 9, 1940 | Eurymedon         | United Kingdom         | 6.223     | Bị đánh chìm       |